# Бред
Бред (лат. dēlīrium) часто определяют как расстройство содержания мышления с возникновением не соответствующих действительности болезненных представлений, рассуждений и выводов, в которых больной полностью, непоколебимо убеждён и которые не поддаются коррекции. Эту триаду сформулировал в 1913 году Карл Ясперс, при этом он подчёркивал, что эти признаки являются поверхностными, не отражают сущности бредового расстройства и не определяют, но лишь предполагают наличие бреда.  
Традиционным для русской школы психиатрии является такое определение:
Под бредом мы понимаем совокупность болезненных представлений, рассуждений и выводов, овладевающих сознанием больного, искажённо отражающих действительность и не поддающихся коррекции извне.Вадим Моисеевич Блейхер. Расстройства мышления
Другое определение бреда даёт Г. В. Груле: «установление связи отношения без основания», то есть не поддающееся коррекции установление отношений между событиями без должной на то основы.
В рамках медицины бред рассматривается в психиатрии и в общей психопатологии. Наряду с галлюцинациями бред входит в группу так называемых «психопродуктивных симптомов».
Принципиально важно, что бред, являясь расстройством мышления, то есть одной из сфер психики, при этом — симптом поражения головного мозга человека. Лечение бреда, по представлениям современной медицины, возможно только методами, влияющими непосредственно на головной мозг, то есть психофармакотерапией (например, антипсихотиками) и биологическими методами — электро- и лекарственным шоком, инсулиновыми, атропиновыми комами.
Знаменитый исследователь шизофрении Э. Блейлер отмечал, что бред всегда:
- эгоцентричен, то есть имеет существенное значение для личности больного; и
- имеет яркую аффективную окраску, так как создаётся на почве внутренней потребности («потребности бреда» по Э. Крепелину), а внутренние потребности могут быть только аффективными.

Согласно исследованиям, проведённым ещё В. Гризингером в XIX веке, в общих чертах бред по механизму развития не имеет выраженных культурологических, национальных и исторических особенностей. В то же время возможен культуральный патоморфоз бреда: если в Средневековье преобладали бредовые идеи, связанные с одержимостью, магией, приворотом, то в наше время часто встречается бред воздействия «телепатией», «биотоками» или «радаром».
В разговорном языке понятие «бред» имеет отличное от психиатрического значение, что приводит к некорректному с научной точки зрения его использованию. Например, бредом в быту называют бессознательное состояние больного, сопровождающееся бессвязной, бессмысленной речью, которое возникает у соматических больных с повышенной температурой тела (например, при инфекционных заболеваниях). С клинической точки зрения это явление следует называть «аменция». В отличие от бреда, это качественное расстройство сознания, а не мышления. Также в быту бредом ошибочно называют другие психические нарушения, например, галлюцинации. В переносном значении бредом считаются любые бессмысленные и несвязные идеи, что также не всегда правильно, так как они могут не отвечать бредовой триаде и являться заблуждениями психически здорового человека.

## Диагностика
Существующие критерии бреда включают в себя:
1. возникновение на патологической почве, то есть бред является проявлением заболевания;
2. паралогичность, то есть построение на основании собственной внутренней логики бреда, исходящей из внутренних (всегда аффективных) потребностей психики больного;
3. в большинстве случаев, кроме некоторых вариантов вторичного бреда, сознание сохраняется ясным (нет нарушений сознания)[1];
4. избыточность и несоответствие по отношению к объективной реальности, однако со стойкой убеждённостью в действительности бредовых идей — в этом проявляется «аффективная основа бреда»[8];
5. устойчивость к любой коррекции, в том числе к суггестии[1] и неизменность бредовой точки зрения[5];
6. интеллект, как правило, сохранён или немного ослаблен[прим. 1], при сильном ослаблении интеллекта бредовая система распадается; по Г. Модсли: «В крайних случаях слабоумия не могут образовываться даже нелепые идеи»[9];
7. при бреде присутствуют глубокие нарушения личности, вызванные центрированием вокруг бредовой фабулы[прим. 2][1];
8. бредоподобные фантазии отличаются от бреда отсутствием стойкой убеждённости в их достоверности и тем, что никак не влияют на бытие и поведение субъекта.

Бред необходимо отличать от заблуждений психически здоровых людей. При дифференциации необходимо рассматривать несколько аспектов. Во-первых, для возникновения бреда должно быть патологическое основание — заблуждения не обусловлены психическим расстройством. Во-вторых, заблуждения, как правило, касаются объективных обстоятельств, в то время как бред всегда относится к самому больному. В-третьих, возможна коррекция заблуждений (хотя она может вызывать существенные трудности в связи с их стойкостью). Здесь следует принять во внимание, что бред противоречит предыдущему мировоззрению больного — до возникновения расстройства эти идеи не были для него характерными, однако иногда в реальной практике дифференциация является весьма затруднительной.
Бред более или менее глубоко затрагивает все сферы психики больного, особенно сильно влияя на эмоционально-волевую и аффективную сферы, фактически исходя из последней. Мышление перестраивается в полном подчинении бредовой фабуле (Э. Блейлер), соответственно изменяется поведение: больной может неделями не пить пресной воды потому, что наделяет её какими-то опасными для себя свойствами (Самохвалов), подзаряжаться от электросети, вообразив себя электровозом (Марилов) и т. п. Остальные мнестические функции собственно бредом не затрагиваются — так, например, биолог может думать об инопланетянах в подвале дома, дурно на него влияющих, и продолжать эффективно работать по специальности (Марилов).

## Классификация
Если бред полностью овладевает сознанием и полностью подчиняет поведение больного, такое состояние называют острым бредом. Иногда больной способен адекватно анализировать окружающую действительность, если это не касается тематики бреда, и контролировать своё поведение. В таких случаях бред называют инкапсулированным.

### Первичный бред
Первичный бред также называется интерпретативным, примордиальным или словесным. При нём первичным является поражение мышления — поражается рациональное, логическое познание, искажённое суждение последовательно подкреплено рядом субъективных доказательств, имеющих свою систему. При этом восприятие больного не нарушено, он может длительное время сохранять работоспособность. 
Этот вид бреда отличается чрезвычайной стойкостью и существенной резистентностью к лечению (М. Д. Машковский, «Лекарственные средства», т. 1), тенденцией к прогрессированию и систематизации. Систематизация означает, что «доказательства» бредовых идей складываются в субъективно стройную систему (при этом всё, что не вписывается в эту систему, попросту игнорируется) и всё бо́льшие части мира втягиваются в бредовую систему.
К этому варианту бреда относится паранойяльный и систематизированный парафренный бред.

### Вторичный (чувственный и образный) бред
Чувственный и образный вторичный бред (галлюцинаторный бред) возникает вследствие нарушенного восприятия. Это бред с преобладанием иллюзий и галлюцинаций. Бредовые идеи при нём фрагментарны, непоследовательны — первично нарушение восприятия. Нарушение мышления наступает вторично, имеет место бредовая интерпретация галлюцинаций, отсутствие умозаключений, которые осуществляются в форме инсайтов — ярких и эмоционально насыщенных озарений. Устранение вторичного бреда удаётся достичь главным образом лечением основного заболевания или симптомокомплекса.
Различают чувственный и образный вторичный бред. При чувственном бреде фабула внезапная, наглядная, конкретная, насыщенная, полиморфная и эмоционально яркая. Это — бред восприятия. При образном бреде возникают разрозненные, отрывочные представления по типу фантазий и воспоминаний, то есть — бред представления.
Синдромы чувственного бреда:
1. Острый параноид[13];
2. Синдром инсценировки[14] — убеждение в том, что вокруг разыгрывается спектакль или фильм, имеющий отношение к больному. В зависимости от аффекта бред может быть экспансивным или депрессивным. Важную роль играют следующие симптомы: бред особого значения, синдром Капгра, явления психического автоматизма (больной уверен, что спектаклем руководит невидимый режиссёр, управляющий действиями и речью персонажей и самого больного)[15]. Вариант синдрома — депрессивно-параноидный с бредом преследования и осуждения и депрессией[16].
3. Антагонистический бред и острая парафрения[16].

При шизофрении синдромы эволюционируют в следующем порядке: острый параноид → синдром инсценировки → антагонистический бред → острая парафрения. Классические варианты несистематизированного бреда — острый параноид и острая парафрения.
При острой парафрении, остром антагонистическом бреде и особенно бреде инсценировки развивается синдром интерметаморфоза. При нём события для больного изменяются в ускоренном темпе, как фильм, который демонстрируют в быстром режиме. Синдром свидетельствует о крайне тяжёлом состоянии больного.

### Вторичный бред с особым патогенезом
1. Голотимный (при аффективных расстройствах[18][19]). Например, маниакальное состояние вызывает бред величия, а депрессия является первопричиной идей самоуничижения. Всегда образный или чувственный[1].
2. Кататимный и сенситивный: возникает при сильных эмоциональных переживаниях у личностей с повышенной чувствительностью или страдающих расстройствами личности (например, параноидным) — бред отношения, преследования[19]. Всегда систематизированный[1].
3. Катестетический — при сенестопатиях, висцеральных галлюцинациях[19].
4. Бред иноязычных и тугоухих[19].
5. Как вариант вторичного бреда Н. Е. Бачериков[19] выделяет индуцированный бред. Многие другие авторы считают механизм его возникновения особым. Так, в МКБ-10 выделено индуцированное бредовое расстройство (F24).

### Бред воображения
Бред воображения Дюпре — особо выделяемый некоторыми авторами, отличается от интерпретативного и чувственного бреда. При этом варианте бреда идеи основываются не на логической ошибке и не на расстройствах восприятия, а возникают на основе фантазии и интуиции. Бред полиморфный, малосистематизированный и очень изменчив. Чаще это бред величия, любовный бред и бред изобретательства. Есть два его вида: интеллектуальный с преобладанием интеллектуального компонента воображения и наглядно образный с патологическим фантазированием и наглядно-образными представлениями.

## Бредовые синдромы
В настоящее время в отечественной психиатрии принято выделять три основных бредовых синдрома:
- Паранойяльный синдром — систематизированный интерпретативный бред. Чаще монотематический. Не наблюдается интеллектуально-мнестического ослабления[22].
- Параноидный синдром — несистематизированный, обычно в сочетании с галлюцинациями и другими нарушениями[19].
- Парафренный синдром — систематизированный, фантастический, в сочетании с галлюцинациями и психическими автоматизмами[19].

Близки к бредовым синдром психического автоматизма и галлюцинаторный синдром, часто входящий в виде составной части в бредовые синдромы (т. н. галлюцинаторно-параноидный синдром).

### Параноический синдром
Некоторые авторы выделяют так называемый «параноический» бредовый синдром. По А. Н. Молохову это — особая характерологическая реакция со сверхценной идеей в основе, возникающая у параноидных психопатов. Карл Леонгард не относит параноические реакции к бредовым, считая их явлением, присутствующим у акцентуированных личностей. По мнению Н. Е Бачерикова, параноические идеи — либо ранний этап развития паранойяльного синдрома, либо бредоподобные аффективно насыщенные оценки и интерпретации фактов, что затрагивает интересы пациента, к которым особенно склонны акцентуированные личности. Они могут перейти в стадию декомпенсации с образованием бреда, что происходит при психотравмирующей ситуации или астенизации, либо исчезнуть на фоне терапии и даже самостоятельно. От сверхценных идей они отличаются ложностью суждения и большей аффективной насыщенностью.

## Тематика (фабула) бреда
Фабулой бреда называют его содержание. Она, как правило (в случаях интерпретативного бреда), не является собственно признаком заболевания и зависит от социально-психологических, а также культурных и политических факторов, в рамках которых находится больной. Фабул бреда может быть очень много. Тем не менее чаще возникают идеи, общие для интересов и размышлений всего человечества и характерные для определённого времени, культуры, верований, образованности и других факторов. По этому принципу выделяются три группы бредовых состояний, объединённых общей фабулой. К ним относятся:
1. Параноидный бред — бредовые идеи, характеризующиеся убеждением в неблагоприятном внешнем воздействии.
- бред преследования (также персекуторный бред, от лат. persecutio — преследование) — включает бредовые идеи преследования, шпионства или заговора с целью причинения ущерба в самых разнообразных формах;
- бред ущерба, или бред материального ущерба, — убеждение, что имущество больного портят или разворовывают какие-то люди (как правило, люди, с которыми больной общается в быту), совмещение бреда преследования и обнищания;
- бред отравления — убеждение, что кто-то хочет отравить больного;
- бред отношения — больному кажется, что вся окружающая действительность имеет непосредственное отношение к нему, что поведение других людей (разговоры, поступки) обусловливается их особым отношением к нему;
- бред сенситивного отношения — бред отношения, связанный с реальной или мнимой ущербностью больного;
- бред значения — вариант предыдущей фабулы бреда, всему в окружении больного придаётся особое значение, затрагивающие его интересы;
- бред воздействия — физического (лучи, аппараты), психического (как вариант по В. М. Бехтереву — гипнотического), насильственного лишения сна, часто в структуре синдрома психического автоматизма;
- вариант эротического бреда без позитивных эмоций и с убеждённостью, что партнёр якобы преследует пациента;
- бред сутяжничества (кверулянтства) — больной борется за восстановление «попранной справедливости»: жалобы, суды, письма руководству;
- бред ревности — убеждение в измене сексуального партнёра;
- бред инсценировки (интерметаморфозы) — убеждение больного, что всё вокруг специально подстроено, разыгрываются сцены какого-то спектакля, или ведётся эксперимент, всё постоянно меняет смысл: например, это не больница, а на самом деле прокуратура; врач на самом деле — следователь; больные и медперсонал — переодетые с целью разоблачить больного сотрудники органов безопасности. Близким к этому типу бреда является так называемый «бред Шоу Трумана»;
- бред одержимости;
- дерматозойный (зоопатический) бред — бред кожных паразитов.

2. Бред величия («мегаломанический бред», «экспансивный бред») во всех разновидностях:
- бред богатства;
- бред изобретательства — разные нереальные проекты, часто созданные пациентами без специального образования, например, вечный двигатель;
- бред реформаторства — нелепые социальные реформы для блага человечества;
- бред происхождения — больной считает, что его настоящие родители — высокопоставленные люди, или что он происходит из древнего знатного рода, иной нации и т. п.
- бред вечной жизни;
- эротоманический или эротический бред — почти всегда у больных женского пола: больной убеждён, что его (её) любит известный человек, или что в него (неё) влюбляются все, встречающиеся с ним (ней); имеет 3 стадии: оптимистическую (пациент утверждает, что его домогаются), пессимистическую (чувство отвращения к якобы влюблённым в него) и стадию ненависти;
- антагонистический бред (в том числе манихейский бред);
- религиозный бред — больной считает себя пророком, утверждает, что может творить чудеса.

3. Депрессивный бред
- бред самообвинения, самоуничижения и греховности;
- бред неполноценности — убеждение в психической или физической неполноценности;
- соматический или ипохондрический бред — убеждение больного в наличии у него какого-то заболевания (обычно тяжкого);
- дисморфофобический бред или бред физического недостатка — убеждение в наличии телесного дефекта или уродства;
- нигилистический бред (характерен для психотического биполярного расстройства) — ложное ощущение, что он сам, другие или окружающий мир не существуют или наступает конец мира;
- синдром Котара — нигилистически-ипохондрический в сочетании с идеями громадности.

## Индуцированный («наведённый») бред
В психиатрической практике нередко встречается индуцированный (от лат. inductia — наведение) бред, при котором бредовые переживания как бы заимствуются у больного при тесном контакте с ним (и при условии доминирования его личности и отсутствия критического отношения к его высказываниям и поступкам). Происходит как бы «заражение» бредом: индуцируемый — реципиент бредовой фабулы — начинает высказывать те же бредовые идеи в той же форме, что и психически больной-индуктор (доминантное лицо). Обычно индуцируются бредом те лица из окружения больного, которые особенно близко с ним общаются, связаны семейно-родственными отношениями.
Первоначальный бред у индуктора и индуцированный бред обычно носят хронический характер и являются по фабуле бредом преследования, величия или религиозным бредом. Человек, которому индуцируется бред, не обязательно зависит или подчиняется партнёру с истинным психозом. Важно наличие готовности безоговорочно принимать мысли индуктора как истину в конечной инстанции без какой бы то ни было критики. Этому способствуют тесные контакты с больным и изоляция от других — например, языком, культурой или географией.
Диагноз индуцированного бредового расстройства может быть поставлен при условии:
1. Двое или более лиц разделяют идентичную бредовую фабулу;
2. Индуктор обладает безусловным авторитетом для реципиента;
3. Индуцируемое лицо имеет готовность к рецепции бредовой фабулы;
4. В силу личностных особенностей реципиент не готов к критическому осмыслению фабулы и принимает её безоговорочно.

Индуцированные галлюцинации редки, но не исключают диагноз индуцированного бреда.

## Стадии развития бреда
1. Бредовое настроение — уверенность в том, что вокруг произошли какие-то изменения, откуда-то (но пока неизвестно конкретно, откуда) надвигается беда;
2. Бредовое восприятие — в связи с нарастанием тревоги появляется бредовое объяснение значения отдельных явлений;
3. Бредовое толкование — бредовое объяснение всех воспринятых явлений;
4. Кристаллизация бреда — образование стройных, законченных бредовых идей;
5. Затухание бреда — появление критики к бредовым идеям;
6. Резидуальный бред — остаточные бредовые явления. Наблюдается при галлюцинаторно-параноидных состояниях, после делирия, и при выходе из эпилептического сумеречного состояния.